# Paul Backman
Paul Backman (* 3. Dezember 1920 in Raseborg; † 17. März 1995 in Helsinki) war ein finnischer Radrennfahrer und nationaler Meister im Radsport.

## Sportliche Laufbahn
Backman war Teilnehmer der Olympischen Sommerspiele 1948 in London. Im olympischen Straßenrennen schied er beim Sieg von José Beyaert aus. Die finnische Mannschaft mit Backman, Erkki Koskinen und Torvald Högström kam nicht in die Mannschaftswertung. Auch bei den Olympischen Sommerspielen 1952 in Helsinki war er am Start. Im olympischen Straßenrennen schied er beim Sieg von André Noyelle aus. Die finnische Mannschaft mit Backman, Raino Armas Koskenkorva, Paul Nyman und Anders Ruben Forsblom kam nicht in die Mannschaftswertung.
1946 gewann er die nationale Meisterschaft im Straßenrennen. 1949 und 1950 wurde er Meister in der Mannschaftsverfolgung auf der Bahn. 1946 sowie 1950 bis 1952 wurde er auch Meister im Mannschaftszeitfahren.